# Ruud Kuijer

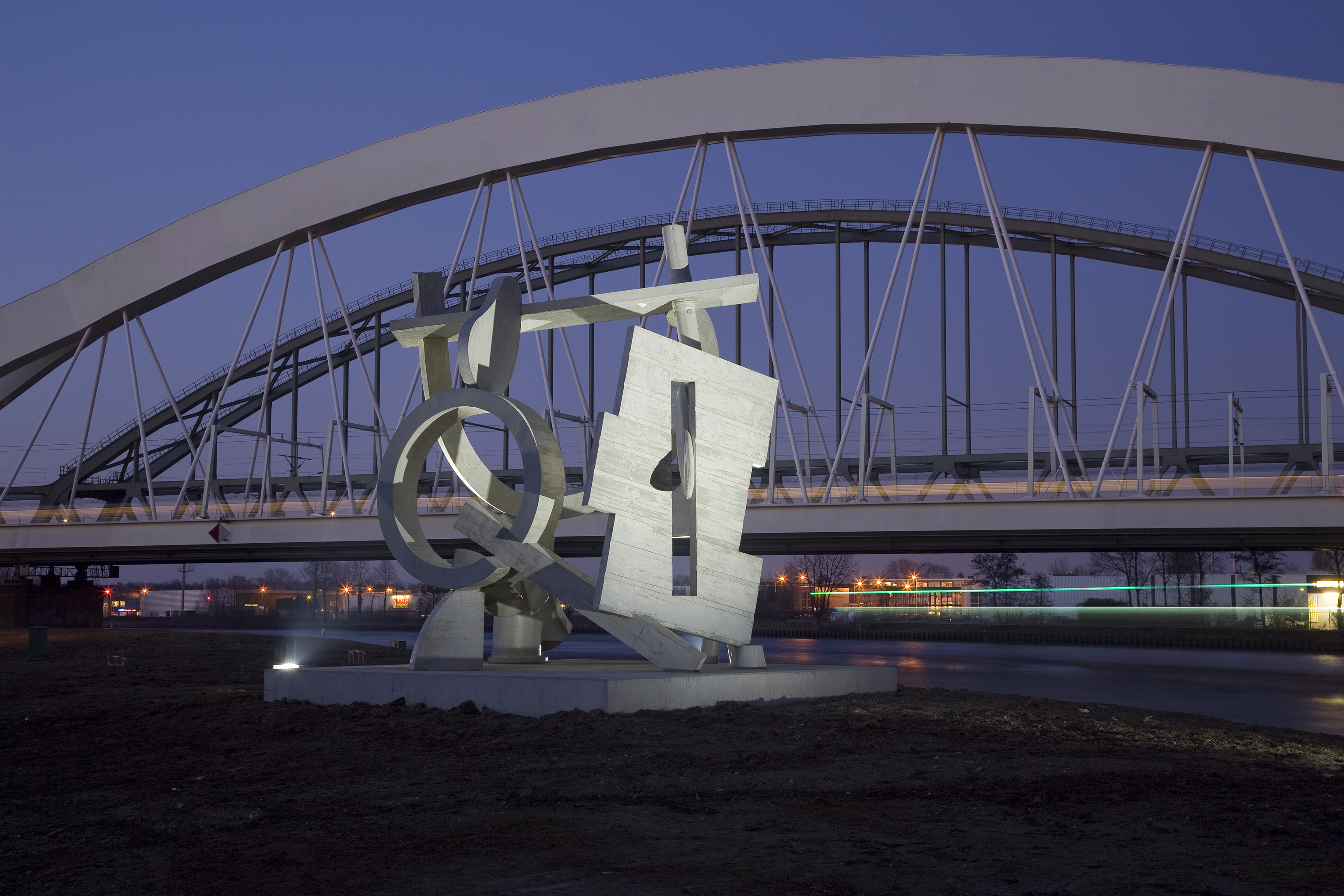
Waterwerk V Circuit 2009, Utrecht

Ruud Kuijer (Schalkwijk, 8 juni 1959) is een Nederlandse beeldhouwer.

## Leven en werk
Na zijn studie van 1981 tot 1984 aan de Koninklijke Academie voor Kunst en Vormgeving in 's-Hertogenbosch en een postacademische studie van 1984 tot 1986 aan de Jan van Eyck Academie in Maastricht vestigde Kuijer zich in Utrecht. Als beeldhouwer werd Kuijer in 1986 bekend met zijn abstracte sculpturen, waarin hij vaak herkenbare vormen verwerkt. Aanvankelijk gebruikte Kuijer materialen als ijzer, draadeind, tapijt, touw, hout en beton. In de periode 2002-2014 werkt hij voornamelijk met beton. Deze sculpturen bevatten kenmerken van de kunststroming brutalisme. De laatste jaren speelt ook het materiaal ijzer weer een grote rol.
Naast zijn werk is Kuijer actief als docent. Hij gaf van 1992 tot 1997 les aan de Academie in Den Bosch en van 2007 tot 2008 aan de Academie der Kunsten in Berlijn.

## Sculpturen 1985-2003
De groep “Staan/Liggen/Hangen/Leunen” (1985-1992) gaat vooral over zwaartekracht: het eigen gewicht van elk afzonderlijk deel wordt zichtbaar gemaakt in het geheel. De groep “Gegalvaniseerd IJzer/Beton” (1992-2001) beperkt zich tot de twee genoemde materialen.

## Waterwerken
Vanaf 2001 werkte Kuijer aan een groep van zeven grootschalige sculpturen op de strook tussen de Isotopenweg en het Amsterdam-Rijnkanaal op bedrijventerrein Lage Weide in Utrecht. Deze monumentale, betonnen sculpturen hebben afmetingen van 12 meter hoog tot 14 meter lang. Ze bestaan uit één stuk en één materiaal: het zijn monolithische sculpturen. In feite bestaan ze uit twee materialen: beton en wapeningstaal.
Tussen 2010 en 2013 is een glooiend talud tussen de beelden gerealiseerd. Door de ingreep in het landschap worden de beelden met elkaar verbonden tot een hechte eenheid. Tevens worden de beelden ’s nachts aangelicht.
Waterwerk VII Cohesie is het sluitstuk van de reeks en met een hoogte van 12.70 meter tevens het hoogste beeld van de reeks. De sculptuur is geplaatst naast de Werkspoorbrug aan het Amsterdam-Rijnkanaal, op de kruising van de internationale spoor- en waterverbinding van Nederland met Europa. Twee vormen in het beeld bevatten een repeterend motief van de wapens van de steden Amsterdam, Utrecht en Basel. Één vorm is zichtbaar voor de scheepvaart, de andere bevindt zich op ooghoogte van de treinreiziger. In maart 2013 is het gehele project onthuld in het kader van de viering van 300 jaar Vrede van Utrecht (1713-2013).
Sculptuurprojecten van deze omvang in de publieke ruimte zijn zeldzaam. Voor het project Waterwerken organiseerde Kuijer zelf de fondsen, steun van bedrijven, bouwde eigenhandig een groot atelier en regelde zelf de vergunningen voor de locaties. Sculpturenproject Waterwerken leverde hem in 2004 de Fentener van Vlissingen Cultuurprijs op en in 2005 de Nederlandse Betonprijs.
- 2002 Waterwerk I, Forward
- 2003 Waterwerk II, Bearable Lightness
- 2005 Waterwerk III, Chardonnay
- 2007 Waterwerk IV, Overstag
- 2009 Waterwerk V, Circuit
- 2011 Waterwerk VI, Weerslag
- 2013 Waterwerk VII, Cohesie

## Tentoonstellingen (selectie)
- 1986 Galerie Wentzel, Keulen
- 1987 Galerie Waalkens, Finsterwolde
- 1989 Galerie Wentzel, Keulen
- 1990 Centraal Museum, Utrecht
- 1991 Galerie Wentzel, Keulen
- 1996 Gemeentemuseum Den Haag
- 1997 Wilhelm Lehmbruckmuseum, Duisburg
- 2000 Galerie Waalkens, Finsterwolde
- 2009 Centraal Museum, Utrecht
- 2011 Galerie Gerken, Berlijn
- 2014 Rijksmuseum van Oudheden, Rijksmuseum Volkenkunde, Museum Boerhaave, Leiden
- 2014 Museum Beelden aan Zee, Den Haag
- 2017 ARTZUID, Internationale Sculptuur Biënnale Amsterdam (groepstentoonstelling)
- 2017 Villa Wessel, Iserlohn
- 2017-2018 City of Arts and Sciences, Valencia
- 2019 Galerie Slewe, Amsterdam (met Lon Pennock)
- 2019 Sculptuurbiënnale BLICKACHSEN 12, Frankfurt en omgeving (groepstentoonstelling)
- 2020 Galerie Slewe, Amsterdam (met Krijn de Koning)
- 2021 Gerhard Marcks Haus, Bremen
- 2021 Voormalig Atelier Volten, Amsterdam (met André Volten)
- 2024 Kuijer en Rietveld, Centraal Museum, Utrecht

## Opdrachten
- 2008 Springtij, sculptuur voor het hoofdkantoor van Koninklijke Boskalis Westminster NV in Papendrecht
- 2009 Alliance, sculptuur voor de haven van Melbourne in Australië
- 2010 Groep van 13 sculpturen voor de wijk Parkhaven in Utrecht in opdracht van Bouwfonds ASR
- 2016 Ocean Reef I en II twee sculpturen voor twee kunstmatige eilanden voor de kust van Panama-Stad, Panama
- 2017 Hangend Vlak, sculptuur voor ARTZUID 2017, Internationale Sculptuur Biënnale Amsterdam
- 2023 Welland, sculptuur voor Rotterdam op het Charloisse Hoofd

## Collecties
Werken van Ruud Kuijer zijn opgenomen in de collecties van onder andere:
- Bonnefantenmuseum, Maastricht
- Centraal Museum, Utrecht
- Gemeentemuseum Den Haag, Den Haag
- Lehmbruck-Museum, Duisburg
- Gerhard Marcks Haus, Bremen
- Stedelijk Museum, Amsterdam
- Museum Beelden aan Zee, Den Haag
- Particuliere verzamelingen in Nederland, België, Duitsland, Spanje, de Verenigde Staten en Australië.

## Onderscheidingen
- 1984 Centraal Beheer Prijs
- 1987 Amsterdams Fonds voor de Kunst, aanmoedigingsprijs beeldende kunst
- 1993 Charlotte van Pallandtprijs voor beeldhouwkunst
- 2004 Fentener van Vlissingen Cultuurprijs
- 2005 Nederlandse Betonprijs

## Fotogalerij

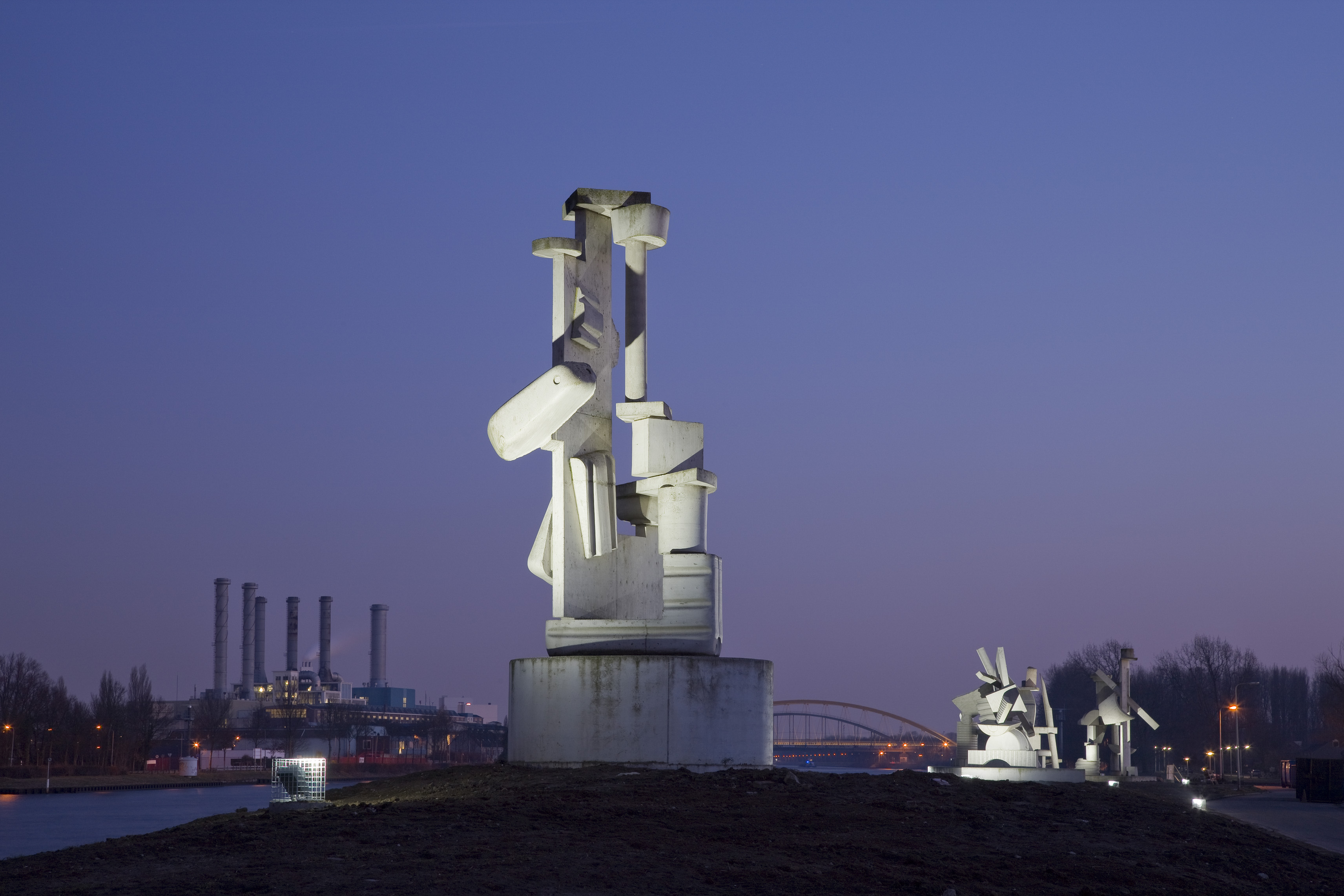
Waterwerk I Forward (2002)
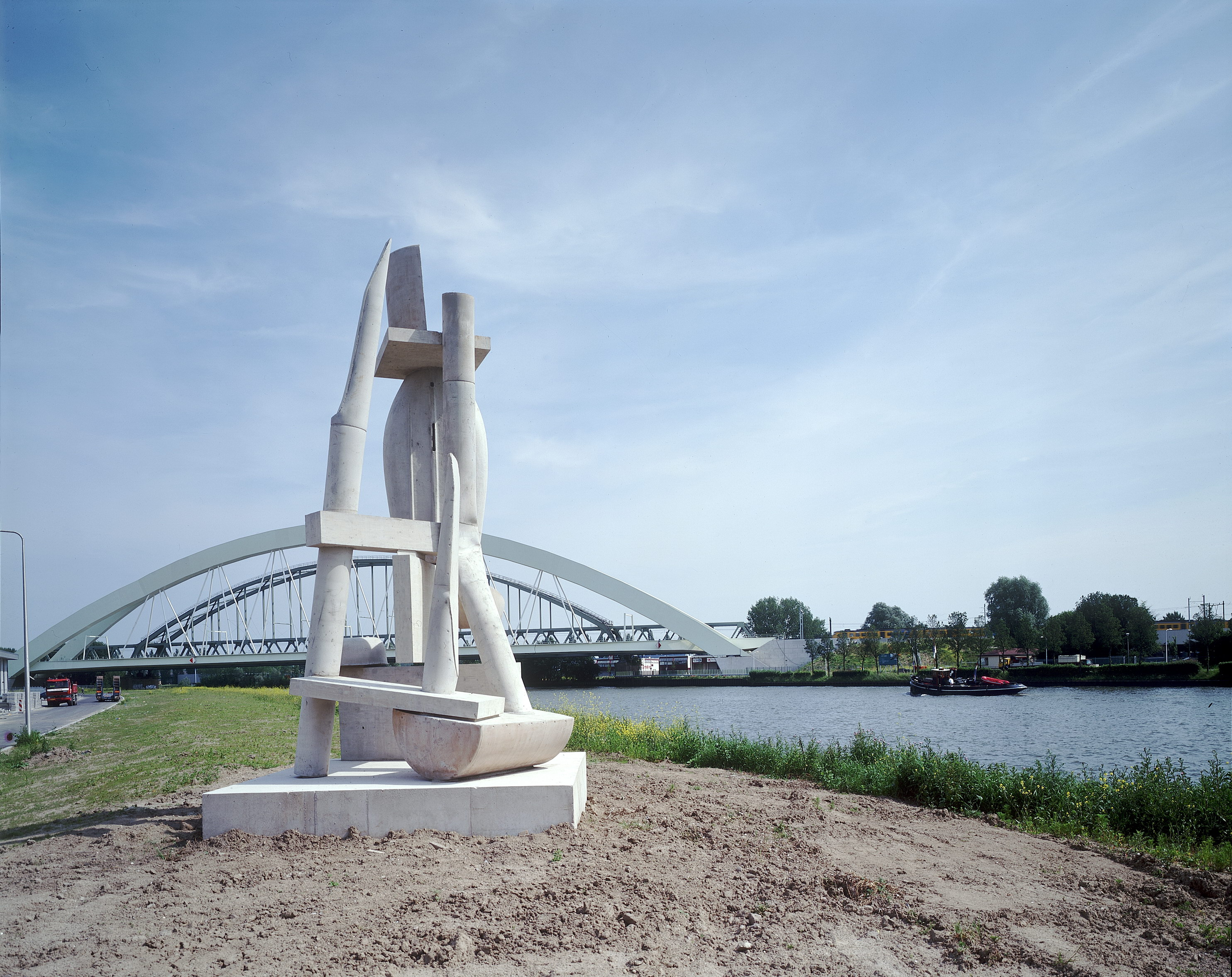
Waterwerk II Bearable Lightness (2003)
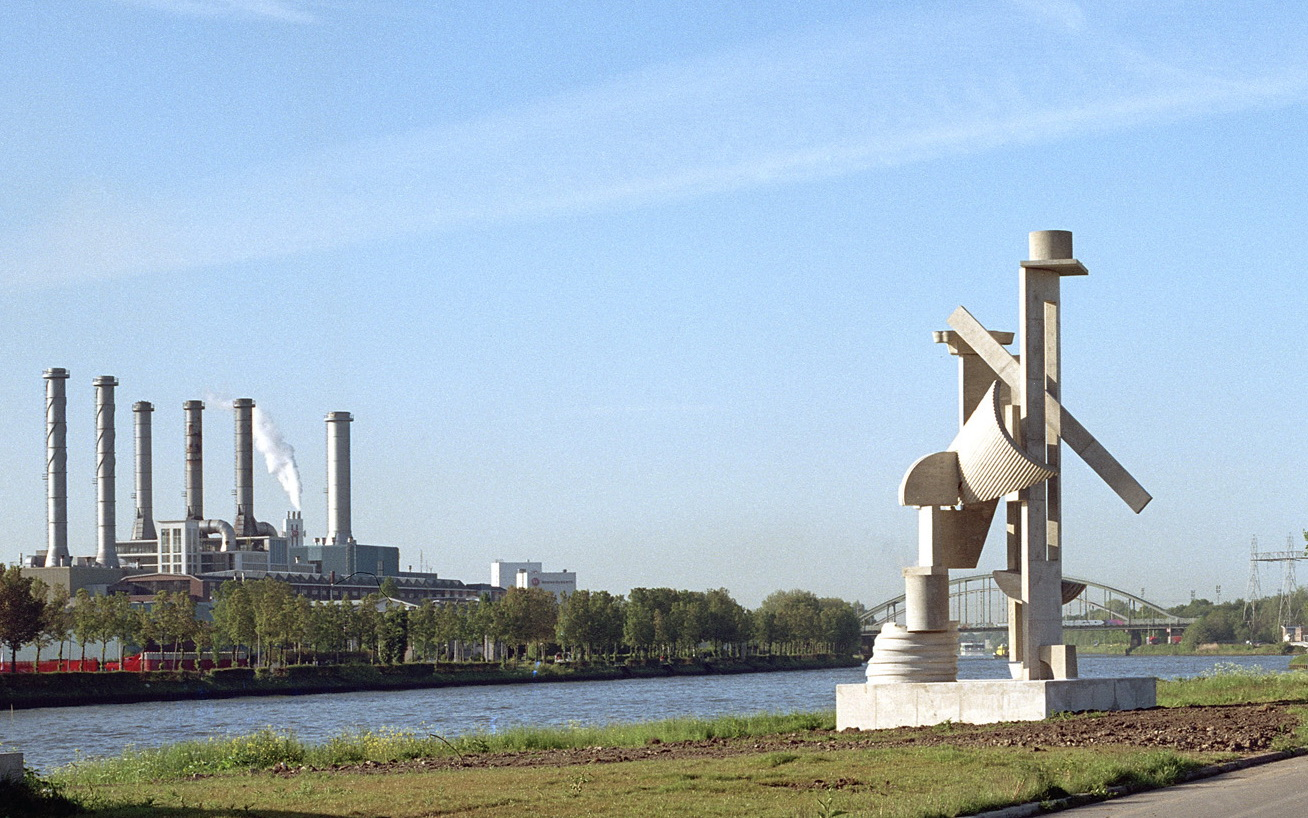
Waterwerk III Chardonnay (2005)
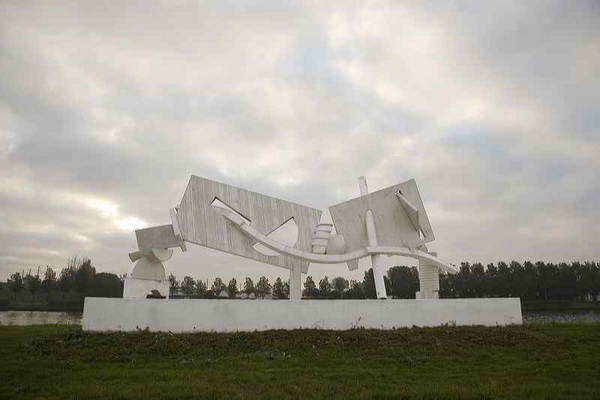
Waterwerk IV Overstag (2007)
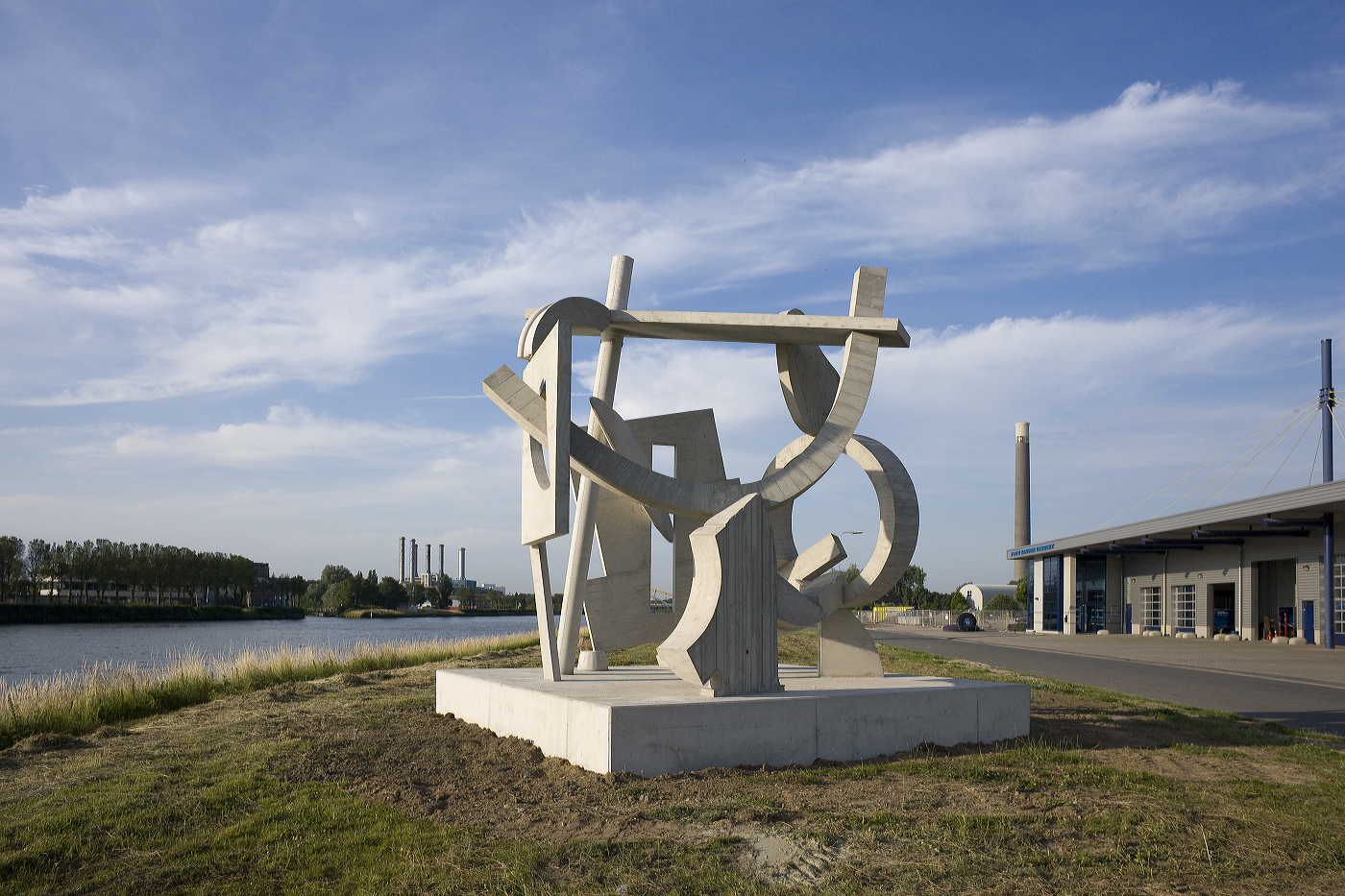
Waterwerk V Circuit (2009)
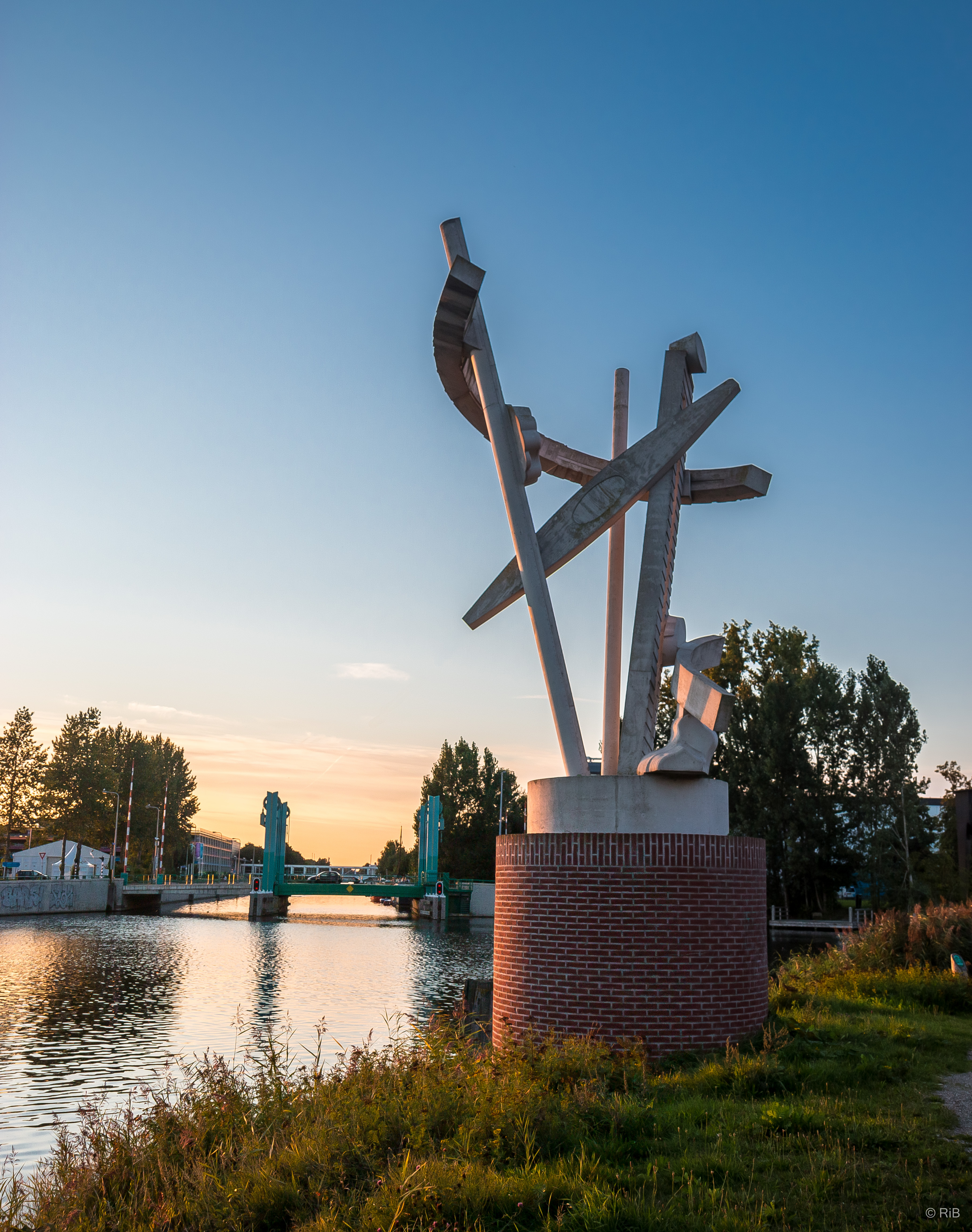
Sculptuur aan het Merwedekanaal in Utrecht (2010)
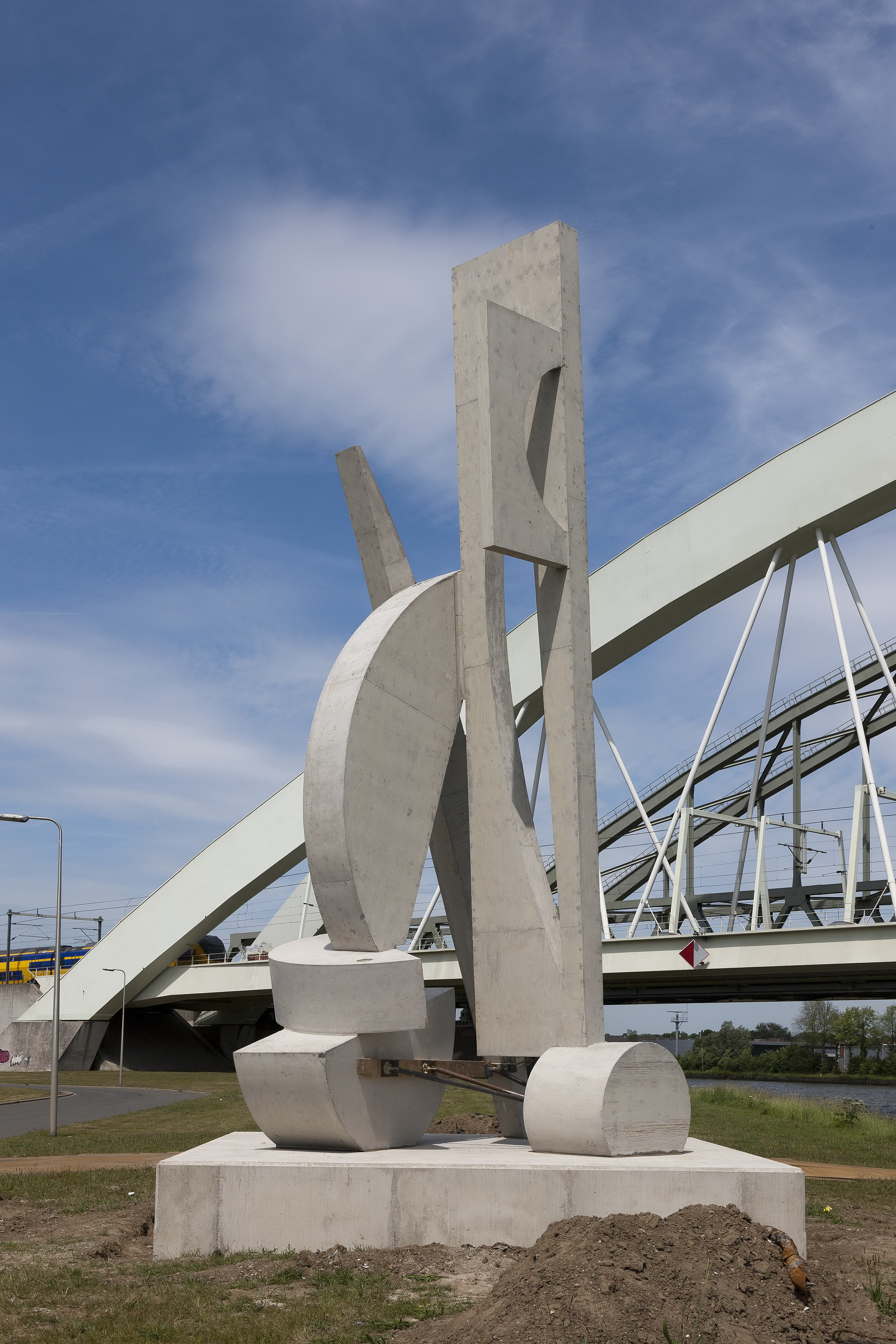
Waterwerk VI Weerslag (2011)
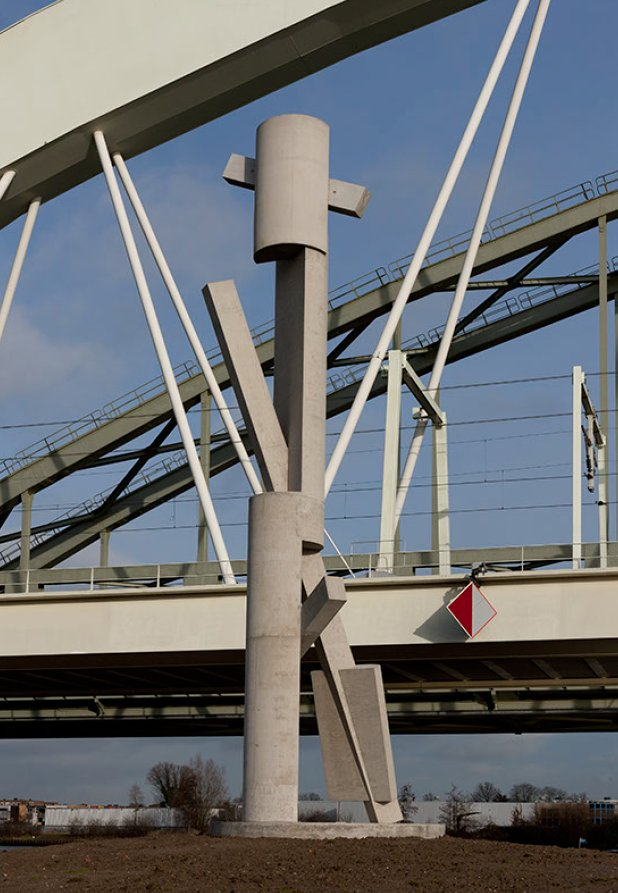
Waterwerk VII Cohesie (2013)
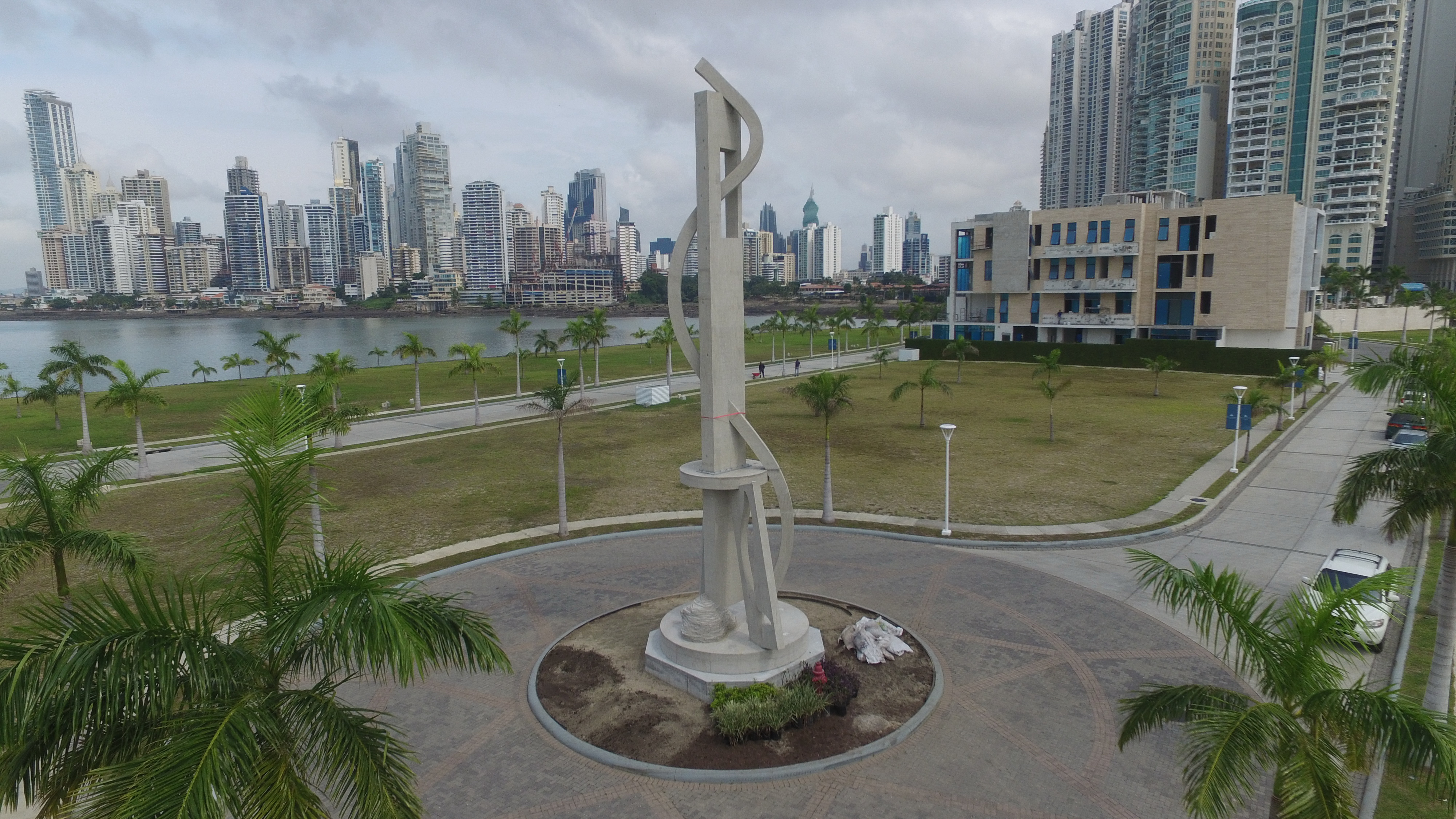
Sculptuur Ocean Reef I in Panama City (2016)
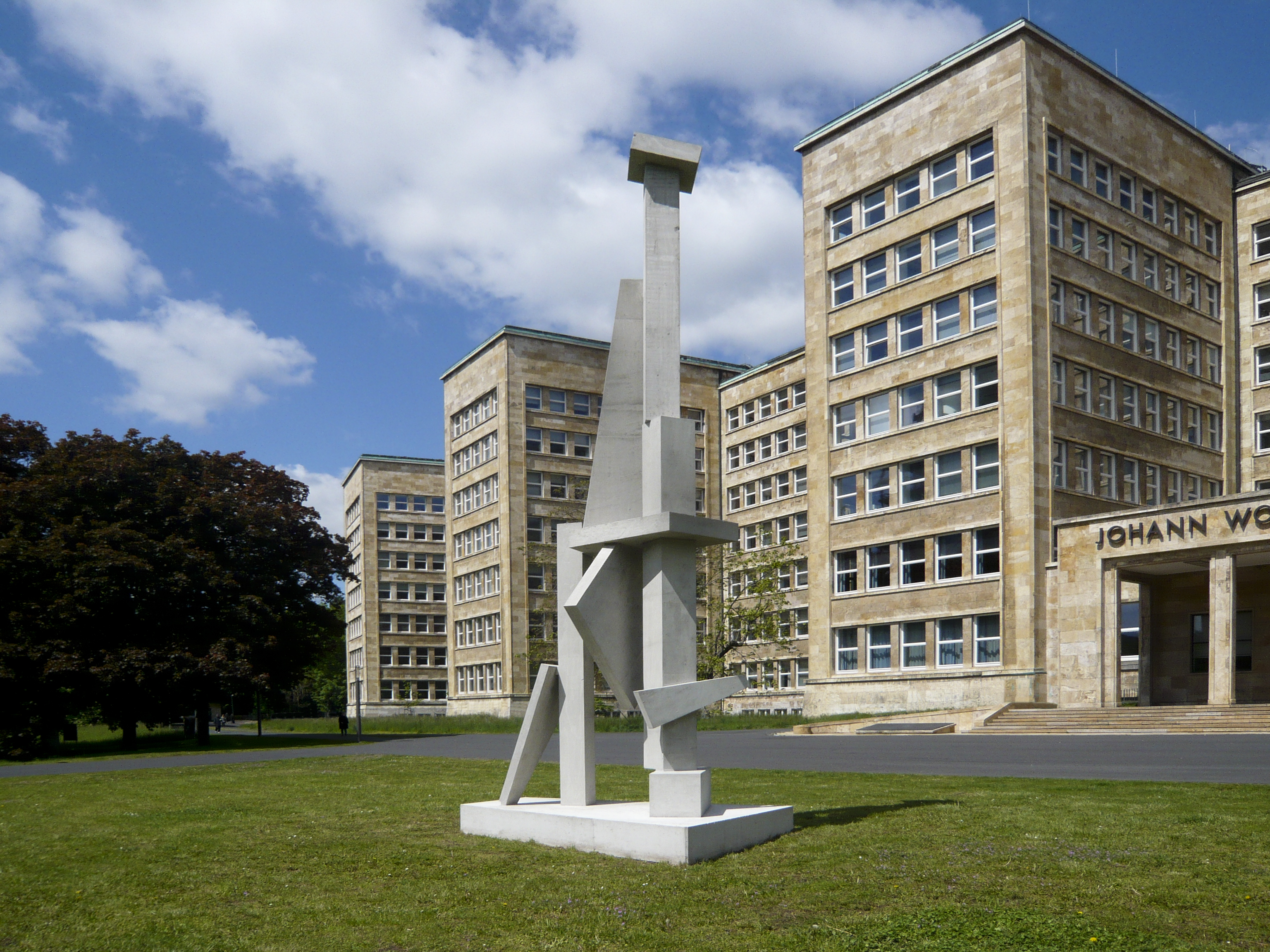
Hangend Vlak in Frankfurt tijdens Blickachsen 12 (2019)

## Publicaties
- 2018 Abstractie-Ruimte-Staal, over het werk van André Volten. Catalogustekst bij de tentoonstelling Utopia van André Volten in museum Beelden aan Zee, Den Haag. Waanders uitgevers, Zwolle, ISBN 978 94 6262 1824
- 2019 Ruud Kuijer: Over Sculptuur, Notities van een maker en beschouwer. NAI010 uitgevers, Rotterdam, ISBN 978-94-6208-523-7
- 2019 Ruud Kuijer: On sculpture, Reflections by a Maker and Observer. NAI010 publishers, Rotterdam, ISBN 978-94-6208-533-6
- 2019 Ruud Kuijer: Über Skulptur, Notizen eines Machers und Betrachters. NAI010 publishers, Rotterdam, ISBN 978-94-6208-532-9

## Film en televisie
- Boottocht beeld Springtij eindigt in Papendrecht, RTV Rijnmond, 27 mei 2008
- 2008 Springtij, film van de Amsterdamse Filmstichting over de realisatie, het transport en de plaatsing van de sculptuur Springtij voor het hoofdkantoor van Koninklijke Boskalis Westminster NV in Papendrecht
- 2009 Alliance, film van de Amsterdamse Filmstichting over de realisatie van de sculptuur Alliance voor de haven van Melbourne
- 2009 Ruud Kuijer Sculptor, film van de Amsterdamse Filmstichting
- Celebration of the end of dredging with unveiling of a ten meter high sculpture, Alicia Gorey reporting for Channel 9 News, West Melbourne 25 November 2009, 1.48 min.
- Dutch Treat, Nick McCallum reporting for Channel 7 News, Melbourne, 25 November 2009, 1.33 min.
- De Waterwerken van Ruud Kuijer, AVRO KunstUur, 7 februari 2009, Nederland 2, rubriek Van de straat
- 2013 DocU Waterwerken, film van Jos Kuijer en Caspar Haspels, RTV Utrecht, ieder uur in het weekend van 5 en 6 oktober 2013